# Melipeuco
Melipeuco ist eine Kommune im Süden Chiles. Sie liegt in der Provinz Cautín in der Región de la Araucanía. Sie hat 6138 Einwohner und liegt ca. 80 Kilometer östlich von Temuco, der Hauptstadt der Region.

## Geschichte
Das Wort Melipeuco stammt aus dem Mapudungun und bedeutet etwa Zusammenfluss von vier Gewässern. Dabei handelt es sich wohl um den Río Membrillo, den Río Allipén, den Río Truful und den Río Peuco. Von den Mapuche wurde das Gebiet auch ursprünglich bewohnt, noch heute ist über die Hälfte der Einwohner der Kommune Mapuche. Wirtschaftlich wurde die Region um Melipeuco Anfang des 20. Jahrhunderts vor allem für die Möglichkeit der Forstwirtschaft relevant, im Zuge dessen kamen auch immer mehr Arbeiter in den Ort. Damals war das Gebiet allerdings noch Teil der Gemeinde Cunco. 1980 wurde Melipeuco schließlich als Gemeinde eigenständig.

## Demografie und Geografie
Laut der Volkszählung aus dem Jahr 2017 leben in Melipeuco 6138 Einwohner, davon sind 3091 männlich und 3047 weiblich. 45,7 % leben in urbanem Gebiet, der Rest in ländlichem Gebiet. Neben der Ortschaft Melipeuco gehören mehrere weitere kleine Siedlungen zur Kommune. Die Kommune hat eine Fläche von 1107 km² und grenzt im Norden an Curacautín, im Osten an Lonquimay und an Argentinien, genauer gesagt das Departamento Aluminé in der Provinz Neuquén, im Süden an Curarrehue, im Südwesten an Cunco und im Westen an Vilcún.
Die Gemeinde ist von vielen Flüssen durchzogen, von denen auch der Name stammt. Daneben befindet sich im Norden der Kommune der Nationalpark Conguillio mit dem Vulkan Llaima sowie im Süden der Vulkan Sollipulli. Daneben befinden sich auf dem Gebiet der Gemeinde auch noch das Reserva Forestal China Muerte sowie kleine Teile des Nationalpark Villarrica.

## Wirtschaft und Politik
In Melipeuco gibt es 49 angemeldete Unternehmen. Wichtig ist dabei vor allem ein Staudamm, der sich auf dem Gebiet der Gemeinde befindet. Der aktuelle Bürgermeister von Melipeuco ist Eduardo Navarrete Fuentes von der konservativen UDI. Auf nationaler Ebene liegt Freire im 49. Wahlkreis, unter anderem zusammen mit Lonquimay, Vilcún und Lautaro.

## Tourismus
Melipeuco ist touristisch besonders aufgrund des Zugangs zum Nationalpark Conguillo bekannt. Dort gibt es eine Vielzahl an Wandermöglichkeiten, die zum Teil ganz in der Nähe des Ortes starten. Daneben werden viele weitere Aktivitäten wie Rafting auf den vielen Flüssen oder Canyoning angeboten. Außerdem kann man auch den Gletscher auf dem Vulkan Sollipulli besteigen.

## Fotogalerie

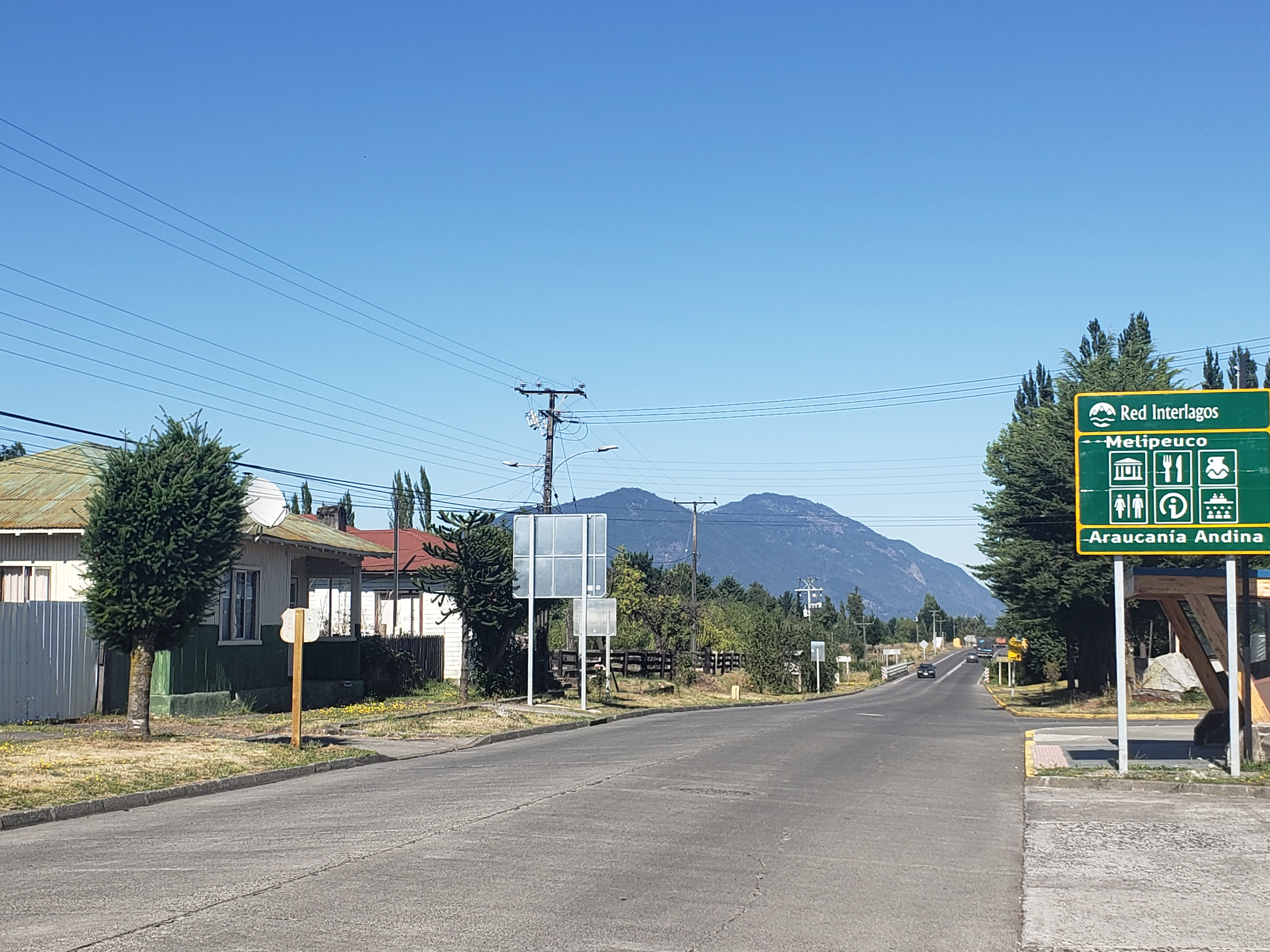
Die Ortschaft Melipeuco
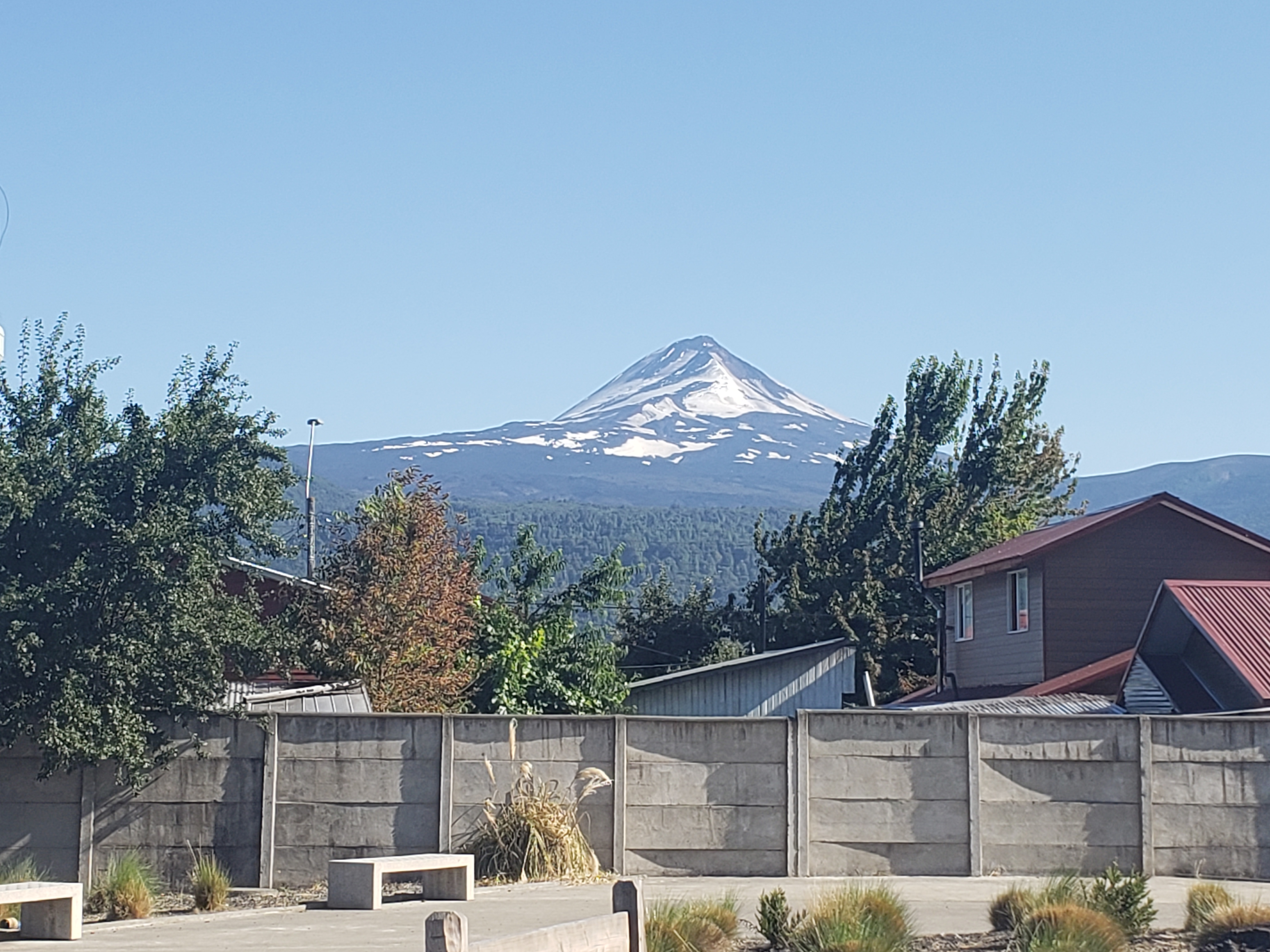
Blick auf den Vulkan Llaima von Melipeuco aus
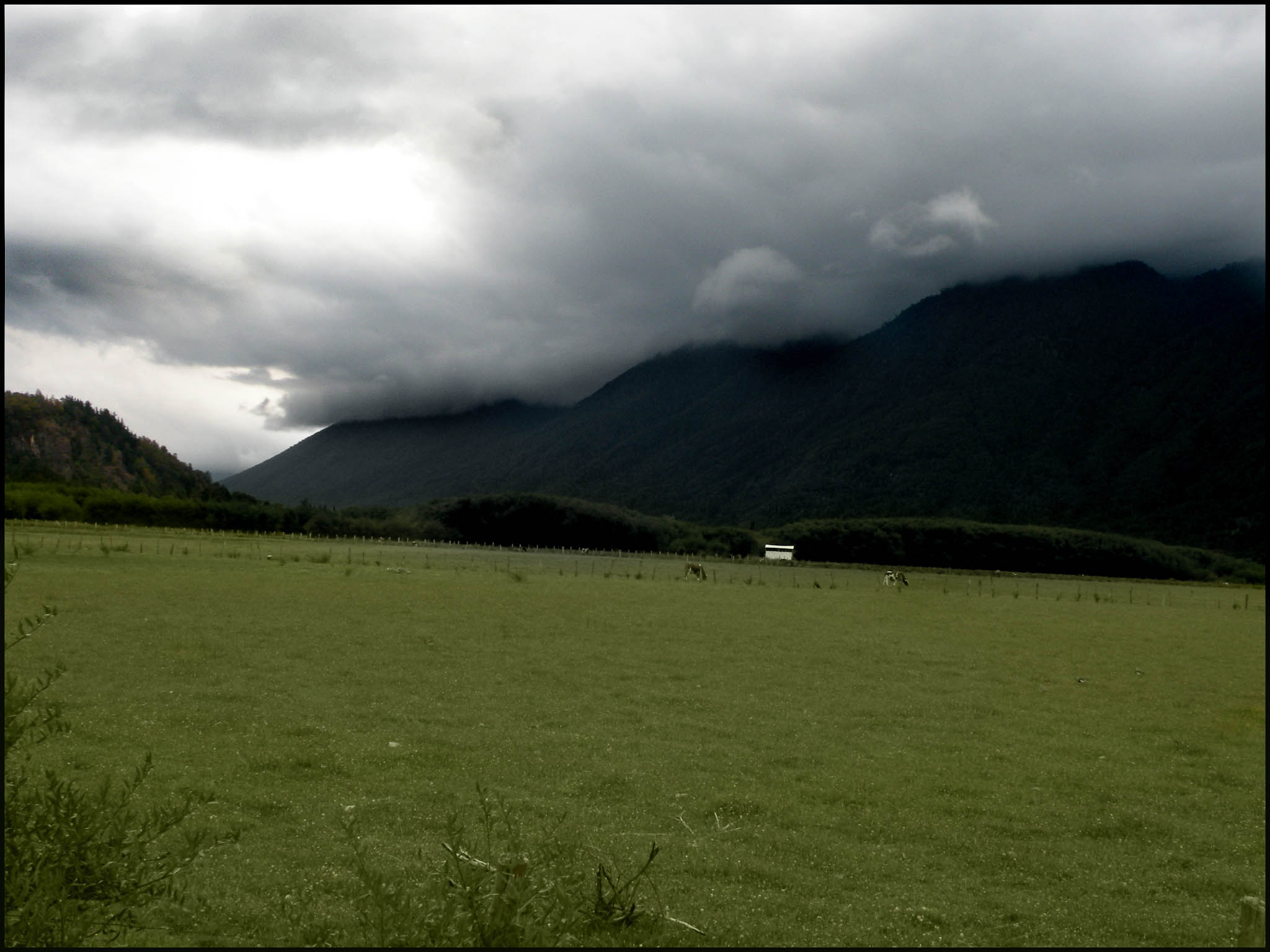
Umgebung von Melipeuco
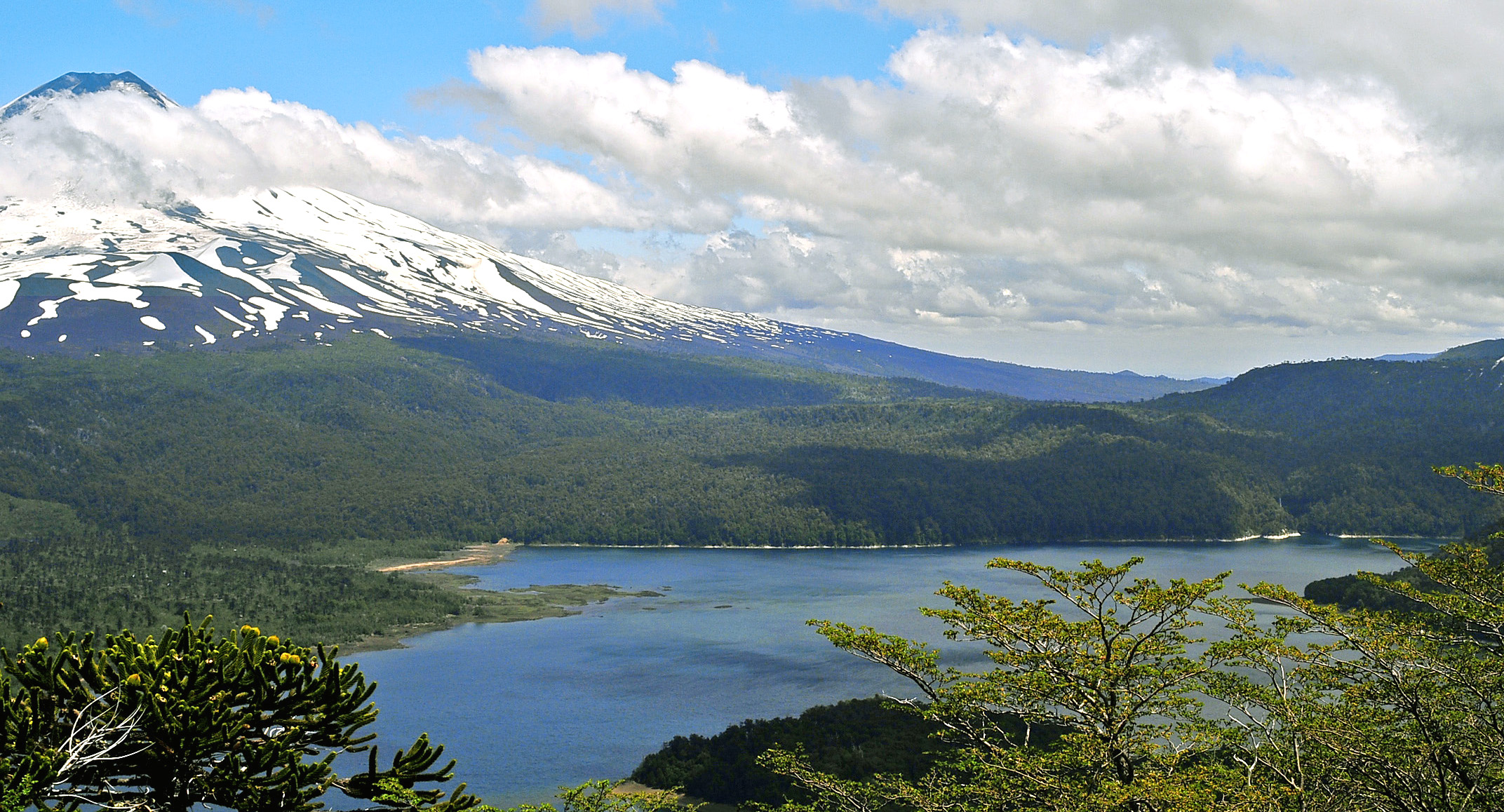
Der Nationalpark Conguillio
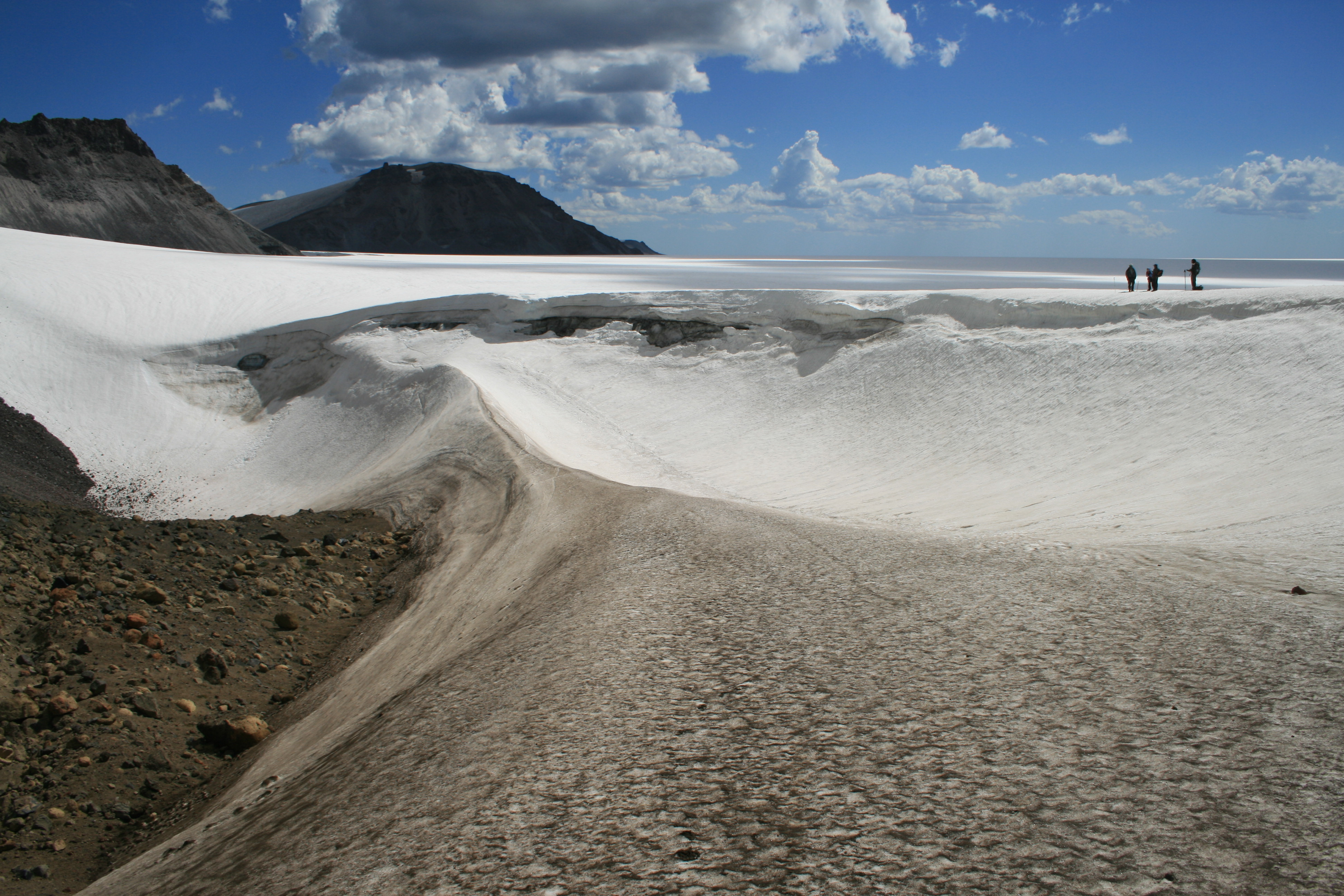
Gletscher auf dem Vulkan Sollipulli
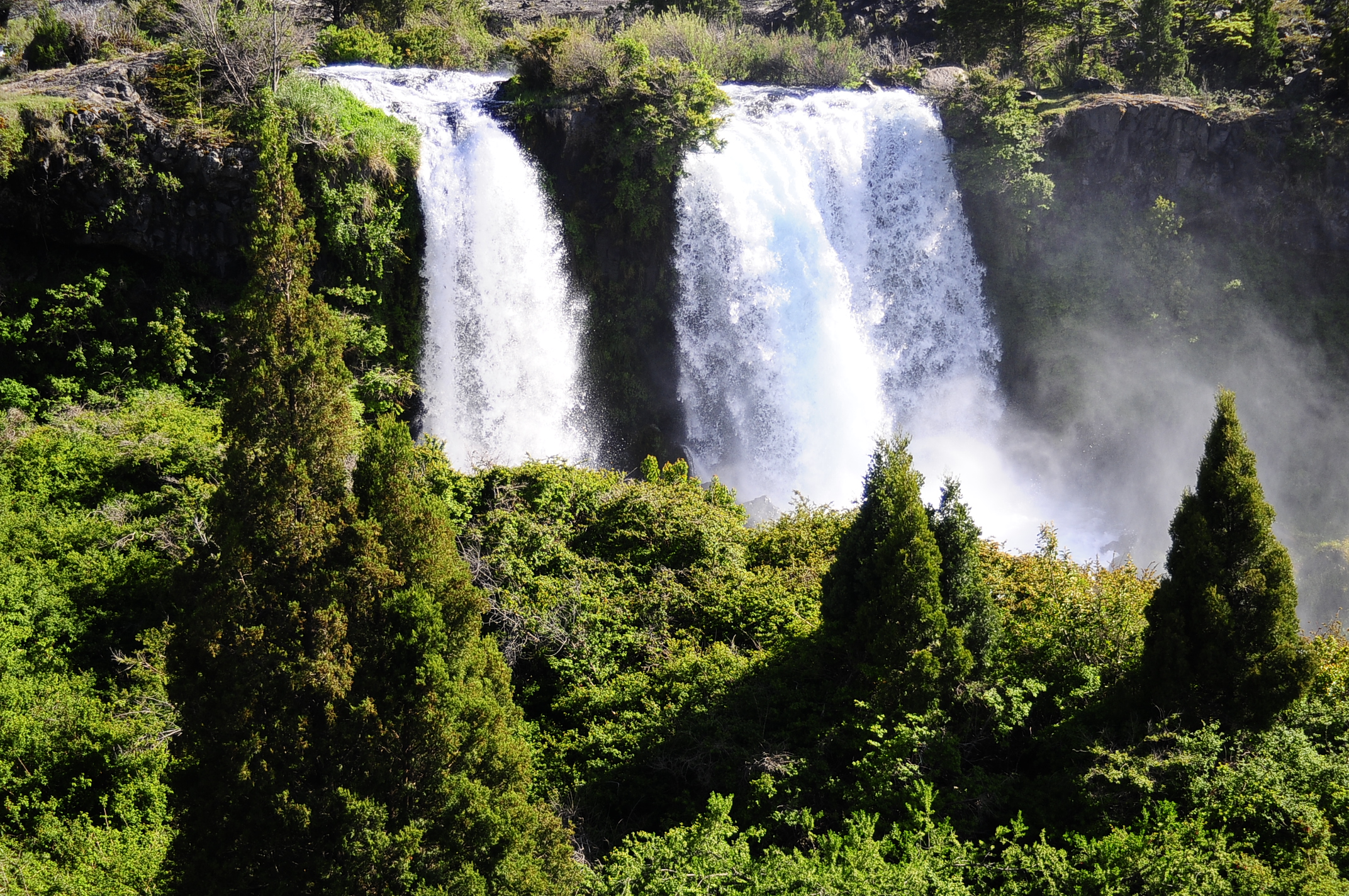
Wasserfall des Río Truful